# Теорема о пяти окружностях
Теорема о пяти окружностях утверждает: пусть дана цепочка из пяти окружностей, и каждые две соседние из них пересекаются; также дана шестая окружность, которой принадлежат центры пяти окружностей и одна из точек пересечения каждой пары соседних окружностей (та точка, которая дальше от центра шестой окружности); тогда прямые, соединяющие точки пересечения, ближайшие к центру этой шестой окружности, образуют пентаграмму, вершины которой лежат на этих пяти окружностях.